# North End (Boston)
Das North End ist ein Stadtteil (Neighborhood) von Boston im Bundesstaat Massachusetts der Vereinigten Staaten. Es ist der älteste als Wohngebiet genutzte Bereich in Boston, der ohne Unterbrechung seit der Besiedlung in den 1630er Jahren bewohnt ist. Trotz seiner kleinen Fläche von lediglich 0,366 mi² (0,95 km²) befinden sich dort etwa 100 Restaurants und eine Vielzahl von Touristenattraktionen. Aufgrund seiner hohen Anzahl von italienischen Einwanderern wird der Stadtteil auch als Little Italy bezeichnet.

## Geschichte

### 17. Jahrhundert
Bereits seit 1646 existiert das Bostoner North End als eigenständiges Gebiet. Um 1649 war die Anzahl der dort lebenden Einwohner bereits so groß, dass sie mit der Second Church eine eigene Kirche errichteten, die sie das North Meeting House nannten. Der Bau dieser Kirche führte zur Entwicklung des heutigen North Square, dem Zentrum des öffentlichen Lebens im North End.
Increase Mather, der Pfarrer des North Meeting House, war ein mächtiger Mann, der weitere Einwohner dazu bewog, in das North End zu ziehen. Sein Wohnhaus, das Meeting House und angrenzende Gebäude wurden bei einem Feuer im Jahr 1676 zerstört, woraufhin lediglich das Meeting House neu errichtet wurde. Am Standort des ehemaligen Wohnhauses des Pfarrers wurde später das Paul Revere House gebaut.
Ein Teil des Copp's Hill wurde in einen Friedhof umgewandelt, der heute als Copp’s Hill Burying Ground bekannt ist. Die ältesten Gräber, die dort gefunden wurden, datieren zurück in das Jahr 1661.

### 18. Jahrhundert
Im 18. Jahrhundert war das North End als beliebtes Wohnviertel in Mode gekommen. Wohlhabende Familien teilten sich den Stadtteil mit Handwerkern, Hilfsarbeitern, Bediensteten und Sklaven. Aus dieser Zeit sind heute noch zwei Backsteinhäuser erhalten: Das Pierce-Hichborn House und das Ebenezer Clough House. Ebenfalls in diesen Zeitraum fällt die Errichtung der heutigen Old North Church, die damals als Christ Church eingeweiht wurde und heute das älteste noch stehende Kirchengebäude in Boston ist.
In den Anfängen der Revolution wurde am 26. August 1765 das Wohnhaus des damaligen Lieutenant Gouverneurs Thomas Hutchinson, das am North Square stand, von Aufständischen attackiert, was ihn dazu zwang, durch seinen Garten zu fliehen.
Im Jahr 1770 war der 11-jährige Christopher Seider Teil einer wütenden Menge, die das Wohnhaus des beim Zoll beschäftigten Mannes Ebenezer Richardson an der Hanover Street angriff. Dieser schoss mit einem Gewehr in die Menge und verwundete Christopher Seider tödlich.
Während der Belagerung von Boston wurde das North Meeting House von den Briten abgerissen und als Feuerholz verwendet.

### 19. Jahrhundert
In der ersten Hälfte des 19. Jahrhunderts kam es im North End zu einer signifikanten Entwicklung von Gewerbebetrieben, die sich insbesondere auf den seit 1973 im NRHP eingetragenen Fulton-Commercial Streets District erstreckte. In dieser Zeit entwickelte sich auch ein Rotlichtbezirk, der heute als Black Sea bekannt ist. In den späten 1840er Jahren zählten die Lebensbedingungen im überfüllten North End zu den schlechtesten der Stadt.
Mit der Zeit folgten weitere Wellen von Immigranten, von denen sich insbesondere Iren, osteuropäische Juden und Italiener im North End ansiedelten. Da Boston insgesamt florierte, zogen die reicheren Einwohner vom North End in neuere, modischere Stadtteile wie beispielsweise Beacon Hill.
Im Jahr 1849 fegte eine Cholera-Epidemie durch Boston, die das North End am härtesten traf – die meisten der 700 Opfer kamen aus diesem Stadtteil. 1859 führten Spannungen zwischen den immigrierten katholischen Iren und der bestehenden protestantischen Gemeinde zur Eliot School Rebellion. Um 1880 hatten alle protestantischen Kirchen den Stadtteil bereits verlassen.
In der zweiten Hälfte des 19. Jahrhunderts gründeten sich mehrere Wohltätigkeitsorganisationen im Stadtteil, um den verarmten Einwohnern Hilfe anzubieten. Dazu zählen The Home for Little Wanderers und die North End Mission. Die North Bennet Street School wurde ebenfalls zu dieser Zeit gegründet, um den Anwohnern des Stadtteils die Möglichkeit zu geben, sich fortzubilden und Arbeit zu finden. In den 1880er Jahren begannen die Anwohner mit dem Abriss der verfallenen Holzhäuser und der Errichtung von vier- oder fünfstöckigen Backsteinhäusern, von denen die meisten auch heute noch stehen. Die Stadtverwaltung trug ebenfalls zur Wiederbelebung des Stadtteils bei, indem sie den North End Park and Beach, die Copp's Hill Terrace und den North End Playground errichtete.

### 20. Jahrhundert
Im frühen 20. Jahrhundert wurde das Bostoner North End von jüdischen und italienischen Immigranten dominiert. Drei italienische Immigranten gründeten zu dieser Zeit die Prince Macaroni Company, die bis heute ein Beispiel der erfolgreichen Gründungen im North End darstellt.
Die Stadt Boston wertete zahlreiche öffentliche Einrichtungen des Stadtteils auf, darunter die Christopher Columbus School (heute ein Apartmentgebäude), ein öffentliches Bad sowie ein Zweig der Boston Public Library. Diese Investitionen legten den Grundstein für die Modernisierung des North End.
Im Jahr 1918 traf die Pandemie der Spanischen Grippe das North End sehr hart. Es verloren so viele Kinder ihre Eltern, dass die Stadt eigens das Home for Italian Children errichten ließ, um für sie zu sorgen. Im darauf folgenden Jahr 1919 explodierte der 2,3 Millionen Gallonen fassende Melasse-Tank der Purity Distilling Company, was zur Melassekatastrophe von Boston führte. Eine 15 ft (4,57 m) hohe Welle von Melasse ergoss sich die Commercial Street hinunter bis zum Ufer und riss alles mit, was sich in ihrem Weg befand. Bei diesem Ereignis starben 21 Menschen, 150 wurden verletzt. Der Sachschaden betrug umgerechnet auf heutige Zahlungsmittel 100 Millionen US-Dollar.
1927 fand die Totenwache für Sacco und Vanzetti in den Räumlichkeiten des Bestatters Joseph A. Langone in der Hanover Street statt. Der Trauermarsch zum Forest Hills Cemetery begann im North End.
Im Jahr 1934 wurde ein Tunnel als Verbindung zwischen den Stadtteilen North End und East Boston errichtet, wo sich der zu diesem Zeitpunkt neue Flughafen Logan International Airport befindet. In den 1950er Jahren wurde der John F. Fitzgerald Expressway gebaut, um die zunehmenden Verkehrsprobleme in Boston abzuschwächen. Dafür wurden hunderte Gebäude im North End unterhalb der Cross Street abgerissen, und durch ihren Verlauf isolierte die neue Straße den Stadtteil vom Rest der Stadt.
Der stetig wachsende Verkehr machte die Errichtung eines zweiten Tunnels zwischen North End und East Boston erforderlich, der 1961 eröffnet wurde. In den 1960er und 1970er Jahren folgte dann ein starker Rückgang der Einwohnerzahlen im North End. Viele Geschäfte mussten schließen, ebenso wie einige Schulen und Industrieunternehmen. In den 1970er und 1980er Jahren genehmigte die Boston Redevelopment Authority den Bau von Hochhäusern im Stadtteil, während dessen Bewohner an für ältere Menschen erschwinglichen Häusern und Wohnungen bauten. Eines dieser Häuser, die Casa Maria Apartments, stehen an der Stelle der ehemaligen St. Mary's Catholic Church.
Im Jahr 1976 besuchten der damalige US-Präsident Gerald Ford und die britische Königin Elisabeth II. das North End im Rahmen der Feierlichkeiten zum 200-jährigen Bestehen der USA.
Im späten 20. Jahrhundert wurde bis zum frühen 21. Jahrhundert der John F. Fitzgerald Expressway wieder abgerissen und durch den Big Dig ersetzt. Während der Bauphase war der Zugang zum North End sowohl für Anwohner als auch Besucher nur eingeschränkt möglich, wodurch viele Geschäfte im Stadtteil schließen mussten.

### Einwohnerentwicklung

#### Afroamerikaner
Bereits seit dem 17. und bis in das 19. Jahrhundert hinein lebten einige wenige freie Afroamerikaner am Fuß des Copp's Hill. Mitglieder dieser Gemeinschaft wurden auf dem Copp’s Hill Burying Ground beerdigt, wo sich noch heute einige ihrer Grabsteine befinden. Ihre Kirche war die First Baptist Church. Im späten 19. Jahrhundert war der Bereich, in dem die Gemeinschaft lebte, als Neuguinea bekannt. Tatsächlich waren zu diesem Zeitpunkt die meisten jedoch bereits nach Beacon Hill gezogen.

#### Iren
Zwischen 1845 und 1853 kam es zu einer großen Einwanderungswelle von Iren, die sich im North End niederließen und dadurch den Stadtteil dominierten. Dies hatte auch Auswirkungen auf die Bevölkerungszusammensetzung der Stadt Boston insgesamt, die sich in wenigen Jahren von einer fast ausschließlichen Yankee-protestantischen in eine stärker durchmischte Gesellschaft mit einem Anteil an katholischen Iren von einem Drittel wandelte. Zwischen 1865 und 1880 war das North End nahezu vollständig in der Hand von Iren bzw. Irischen Amerikanern.

#### Juden
Im späten 19. Jahrhundert begann sich im North End eine stabile jüdische Gemeinschaft zu entwickeln, insbesondere entlang der Salem Street. Die Gemeinschaft gründete religiöse Stätten, eine hebräische Schule und Sozialprogramme. Im Jahr 1903 wurde die erste und einzige Synagoge im North End errichtet. Der Carroll Place wurde zu Ehren des neuen Gebäudes in Jerusalem Place umbenannt. Um 1922 waren allerdings die meisten Juden bereits in andere Stadtteile wie Roxbury gezogen.

#### Italiener
Um das Jahr 1890 war die Gegend um den North Square bereits als Little Italy bekannt. Bis 1930 stieg die Anzahl an Italienern im North End kontinuierlich bis auf ihren historischen Höchststand von 44.000 Personen an und entsprach damit 99,9 % der Bevölkerung des gesamten Stadtteils.
1923 wurde die Michael Angelo School im North End gebaut, die später in Michelangelo School umbenannt wurde. Die Straße, an der das Gebäude stand, wurde in Michelangelo Street umbenannt und ist heute die einzige verbliebene Straße im Stadtteil, die einen italienischen Namen trägt. Die Schule schloss 1989 und wurde in ein Wohngebäude umgewandelt.
In der ersten Hälfte des 20. Jahrhunderts eröffneten im North End eine Vielzahl von italienischen Bäckereien, Restaurants, kleinen Geschäften und Lebensmittelläden. Während die ersten Immigranten noch Früchte, Gemüse, Wein, Käse und Olivenöl verkauften, fanden spätere Einwanderer immer mehr Arbeitsmöglichkeiten, so dass um 1920 bereits viele italienische Ärzte, Zahnärzte, Bestatter und Frisöre im Stadtteil tätig waren. In diese Zeit fallen auch eine Vielzahl von Firmengründungen wie beispielsweise Prince Pasta.
Die Gemeinschaft der italienischen Amerikaner sah sich zunehmend anti-italienischen Stimmungen, Vorurteilen und Ausgrenzungen ausgesetzt. Nach Ende des Zweiten Weltkriegs begannen sie, politische Macht zu erlangen und diese zur Verbesserung des öffentlichen Eindrucks einzusetzen. Heute ist die besondere Atmosphäre der italienischen Alten Welt im North End ein wichtiger Touristenmagnet, und viele der kleinen Geschäfte im Viertel wurden durch Restaurants ersetzt. Religiöse Feste und Prozessionen werden auch heute noch im North End gefeiert und ziehen regelmäßig große Menschenmengen an.

#### Die Situation heute
Heute sind etwa ein Drittel der Einwohner im North End italienischer Abstammung, die den unterschiedlichsten Berufen nachgehen. Die politischen Geschäfte des Stadtteils werden jedoch weiterhin von italienischen Amerikanern dominiert, und das North End wird immer noch als das „Little Italy“ von Boston angesehen.

## Kultur und Sehenswürdigkeiten

### Bauwerke

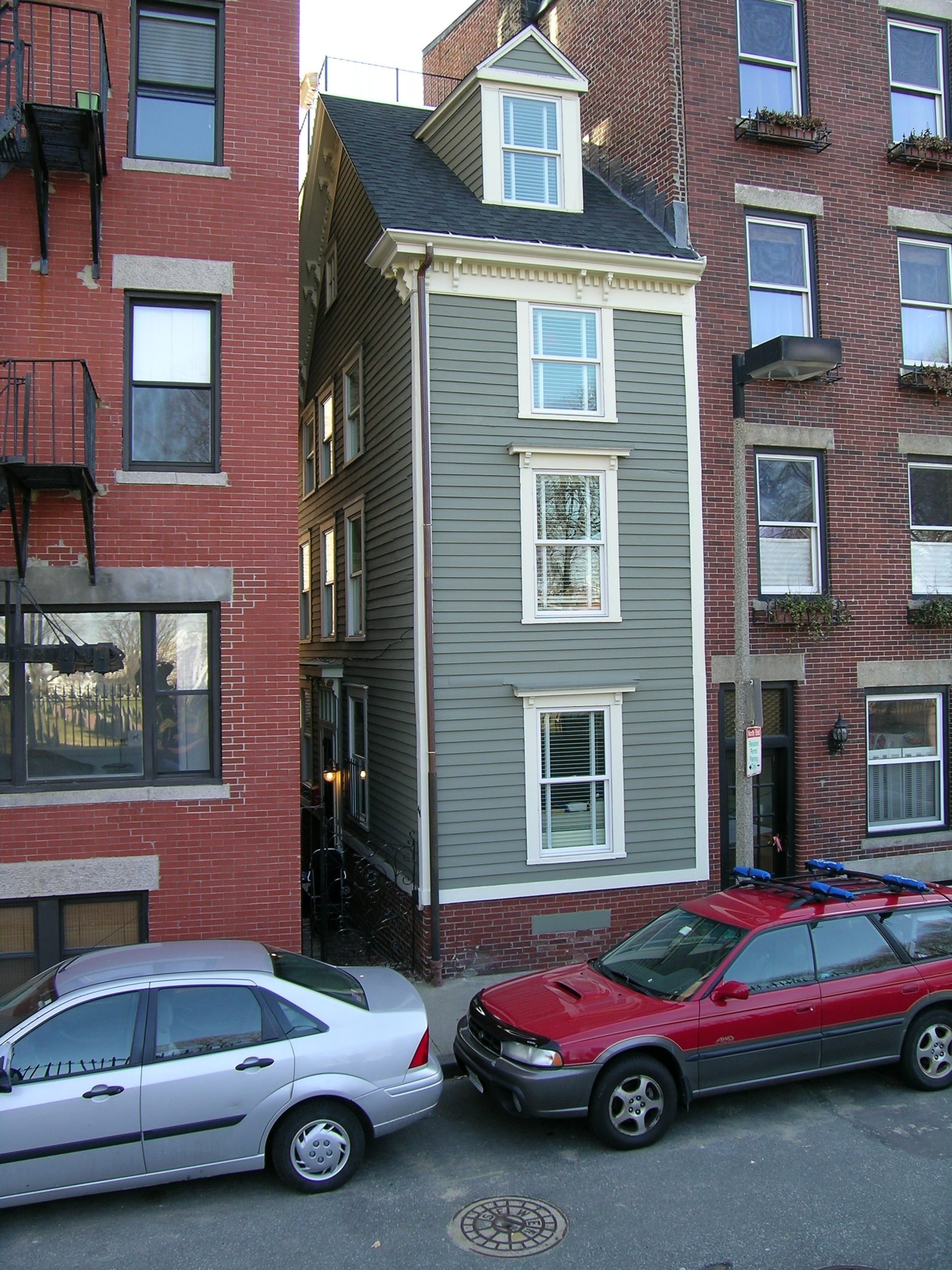
Das Skinny House, das vom Boston Globe als unbestritten das schmalste Haus in Boston bezeichnet wird, befindet sich in der Nähe der höchsten Erhebung auf dem Copp's Hill in Sichtweite der Old North Church und der Leonard P. Zakim Bunker Hill Memorial Bridge.

Obwohl das North End zu den Teilen Bostons gehört, die bereits von Anfang an besiedelt waren, stammt der Großteil der heute dort anzutreffenden Bauwerke aus dem späten 19. und frühen 20. Jahrhundert. Insbesondere Mietskasernen dominieren das Stadtbild. Es gibt eine Mixtur unterschiedlicher Baustile aus allen Perioden der US-amerikanischen Geschichte, darunter auch sehr alte Gebäude wie die Old North Church (1723), das Paul Revere House (1680), das Pierce-Hichborn House (1711) und das Clough House (1712).
Auf dem historischen Copp's Hill befindet sich mit dem Copp's Hill Burial Ground einer der ältesten Friedhöfe der USA. Die dortigen Gräber stammen aus dem 17., 18. und frühen 19. Jahrhundert. Unter anderem wurden Cotton Mather, Increase Mather und Prince Hall dort beerdigt. Das Skinny House, das schmalste Haus in Boston, befindet sich direkt gegenüber auf der anderen Straßenseite.
Das heutige Gebäude der North Terminal Garage im North End wurde früher von dem Unternehmen The Brink’s Company genutzt, auf das 1950 und 1981 bewaffnete Überfälle verübt wurden. Beim berühmt-berüchtigten Great Brink's Robbery wurden im Jahr 1950 ca. 1,2 Millionen US-Dollar in bar und weitere 1,5 Millionen Dollar in Schecks, Zahlungsanweisungen u. Ä. erbeutet, was den Raubzug zu dem bis dahin größten in der Geschichte der USA machte.
Der Freedom Trail führt ebenfalls durch das North End.
Weitere sehenswerte Gebäude und Orte des Stadtteils sind:
- Copp's Hill Terrace
- Fulton-Commercial Streets District
- Ozias Goodwin House
- Mariner's House
- St. Stephen’s Church
- Union Wharf
- Vermont Building
- Statue von Paul Revere (in der Paul Revere Mall gegenüber der Old North Church)

## Wirtschaft und Infrastruktur

### Verkehr
Das North End kann über den ÖPNV mit der Orange und Green Line der MBTA an den Stationen Haymarket und Boston North Station erreicht werden. Die Blue Line hält an der Station Aquarium und ein Zugang zur Fähre befindet sich bei Rowes Wharf. Außerdem fahren viele Buslinien in den Stadtteil.

### Bildung
Die Boston Public Schools betreiben die John Eliot Elementary School im North End. Die St. Johns School ist eine private, katholische Schule.
Außerdem gibt es mit der North Bennet Street School eine Handels- und Handwerksschule im Stadtteil, die 1885 gegründet wurde.
Die Boston Public Library unterhält seit 1913 eine eigene Zweigstelle im North End, die sich seit 1963 an der 25 Parmenter Street befindet. Dort gibt es zusätzlich zu den üblichen Angeboten eine größere Sammlung von Büchern in italienischer Sprache sowie eine Kollektion zur lokalen Geschichte.

## Persönlichkeiten
- Gennaro Angiulo – Boss der Mafia-Familie Patriarca
- Thomas Cass – Gründer und Kommandant des 9th Regiment Massachusetts Volunteer Infantry der Union Army
- Michele Felice Cornè – Künstler
- Charlotte Saunders Cushman – Schauspielerin
- John F. Fitzgerald – Politiker und Großvater des ehemaligen US-Präsidenten John F. Kennedy
- Thomas Hutchinson – Gouverneur der Provinz Massachusetts Bay kurz vor der Amerikanischen Revolution
- Rose Kennedy – Philanthropin und Mutter von John F. Kennedy
- Cotton Mather – Puritanischer Pfarrer im 17. Jahrhundert
- Increase Mather – Präsident der Harvard University
- John Mayo – Puritanischer Pfarrer im 17. Jahrhundert
- Charles Ponzi – Erfinder des Schneeballsystems (engl. Ponzi Scheme)
- Paul Revere – Aktivist und Handwerker im 18. Jahrhundert
- William Tudor – wohlhabender Anwalt und Zeichnungsberechtigter der Massachusetts Historical Society
- David Walker – Afroamerikanischer Aktivist im 19. Jahrhundert